# Ricardo León y Román
Ricardo Francisco León y Román (Barcelona, 15 de octubre de 1877-Madrid, 6 de diciembre de 1943) fue un novelista y poeta español. Entre sus obras se encontraron novelas como El amor de los amores, escrito en 1907, ganadora del Premio Fastenrath de la Real Academia Española; Casta de hidalgos, de 1908; Alcalá de los Zegríes, de 1909; La escuela de los sofistas, de 1910; Humos de rey, de 1923, y Cristo en los infiernos, de 1941. También destacan sus crónicas Europa trágica, además de dos libros de poesía lírica: Lira de bronce, de 1901, y Alivio de caminantes, de 1911. Fue elegido miembro de la Real Academia Española en 1912 y entró a formar parte de ella en 1915, ocupando el sillón B.

## Biografía
Aunque nacido en Barcelona el 15 de octubre de 1877, Ricardo Francisco León y Román afirmó siempre que nació en la ciudad de Málaga porque allí pasó gran parte de su infancia y juventud. Comenzó el bachillerato en Badajoz, pero lo terminó en Málaga. Era hijo del badajocense Francisco León y Jaramago, y de la madrileña Carolina Román y Guraya. Influido por el ejemplo paterno, se aficionó a la carrera de las armas, ingresando en el Ejército, el cual tuvo que abandonar por problemas de salud. Quedó huérfano de padre en la adolescencia.
Comenzó a escribir en 1893 simples versos, algunos publicados en el periódico Unión Mercantil de Málaga. En ese mismo periódico publicó, en 1905, el poema titulado Los combates de la vida. Su primer libro fue el poema extenso Las Quimeras de la vida. Fantasía Oriental (1898). Colaboró con varios periódicos y revistas andaluces, siendo redactor de la Unión Conservadora desde 1897 y director en 1899. También fundó con otros escritores La Información. En mayo de 1901 ingresó por oposición en el Banco de España y publicó dentro de la estética modernista otro libro de poemas en Málaga, La lira de bronce, colección de los versos escritos cuando era adolescente y que corregirá y reescribirá en distintas ediciones ulteriores. Colaboró en Málaga Moderna (1901-1902) cuando ya, en octubre de 1901, había entrado a trabajar en el Banco de España y fue trasladado a Santander; allí formó parte de la redacción de El Cantábrico, donde publicó más de un centenar de artículos.
El viaje a Santander fue importante para su formación literaria, ya que conoció y entabló amistad con diferentes escritores que forjaron su educación en lo que a literatura se refiere; pero fue en particular La localidad de Santillana del Mar la que lo marcó hasta el punto de inspirar en ella su novela El alma de las ruinas. Casta de hidalgos en la cual describe fielmente el lugar y el estado social en el que se encontraba sus habitantes, marco de la historia contada. La terminó ya de vuelta a Málaga en la primavera de 1906, y la publicó en 1908. Luego imprimió Comedia sentimental (1909) y, antes de ser trasladado al Banco de España en Madrid en enero de 1910 (gracias al influjo de uno de sus padrinos, José Echegaray), dirigió la revista malacitana Gibralfaro. Ya en Madrid publicó Alcalá de los zegríes (1910). Por entonces poseía preocupaciones sociales y regeneracionistas que, al igual que otros miembros de su promoción, la de los noventayochistas, fue abandonando poco a poco y suprimiendo en las reediciones posteriores de sus obras de esta época; ingresó al igual que Azorín en el partido de Antonio Maura, quien dirigía además la Real Academia Española, y fue nombrado miembro numerario de la misma en 1912. «Según un crítico» —escribió Sainz de Robles— «desde entonces quedó consagrado como el novelista oficial de la mesocracia y de la seudoaristocracia chapadas a la antigua».
En la segunda mitad de la década de 1900 se dedicó completamente a la literatura, exceptuando el tiempo necesario para su oficio de banquero.También publicó la mayoría de los diálogos de La escuela de los Sofistas (1910) y gran cantidad de versos, artículos de colaboración, estudios literarios, ensayos de crítica, crónicas de teatro y revistas de sociedad, pero dio la campanada publicando también en 1910 El amor de los amores, que fue premiada en 1911 con el premio Fastenrath por la Real Academia Española y fue su mayor éxito: logró vender nada menos que un millón de ejemplares narrando la historia de un anarquista supuestamente arrepentido que busca refugio y redención en la hacienda de un piadoso terrateniente, a quien conocía desde niño, pero lo traiciona y huye con su esposa y su dinero. Fue llevada al cine en dos ocasiones: en México, en 1944, y en España, por Juan de Orduña, en 1962. Se contiene en esta novela su famoso "Canto a Castilla", que ejemplifica bien su estilo retórico, clásico y académico:

Sagrada tierra de Castilla, grave y solemne como el mar, austera como el desierto, adusta como el semblante de los antiguos héroes; madre y nodriza de pueblos, vivero de naciones, señora de ciudades, campo de cruzadas, teatro de epopeyas, coso de bizarrías; foro y aula, templo y castillo, cuna y sepultura, cofre y granero, mesa y altar; firme asiento de la cruz y del blasón, del yelmo y la corona; crisol de oro, yunque de hierro: ¡salve! Fuiste universidad y escuela del mundo; tendiste el brazo, como un puente, sobre los mares; hincaste la planta en las cumbres para estar más cerca del cielo; hiciste lanza del corvo arado y mantuviste en los hombros, sin fatiga, la pesadumbre de la gloria. Tu vientre maternal dio tan copioso fruto, que, a no ensanchar sus límites el planeta, no cabría en él toda tu raza... Eres pobre, y, sin embargo, nutriste el caudal ajeno; eres vieja, mas aún tienes entrañas y bríos con que parir recios varones; cargada estás de siglos y desengaños, y todavía mueves el cetro y gobiernas la heredad: te pareces a los sarmientos generosos de tus vides, secos y nudosos, pero henchidos de savia y coronados de racimos. ¡Ancha tierra de Castilla! ¡Cómo se dilatan los horizontes bajo el duro callo de los corceles, bajo el airón de las cimeras, a los ojos aguileños de tus capitanes! Sudaba la carne heroica dentro de la fuerte armadura, y el corazón, semejante a una saeta, rasgando la coraza, iba a clavarse en el cristal de los cielos. ¿No escucháis todavía la lengua varonil de aquellos rudos mesnaderos del glorioso ciclo, Álvar Fáñez, Martín Antolínez, Pero Bermúdez, cantando la vieja fábula del Campeador con toda su bárbara majestad? ¿No sentís el choque de los muros de carne que pelean «pecho contra pecho», ni el crujir de las cotas, ni el ronco hervor de las gargantas, ni el alegre relincho de los caballos?

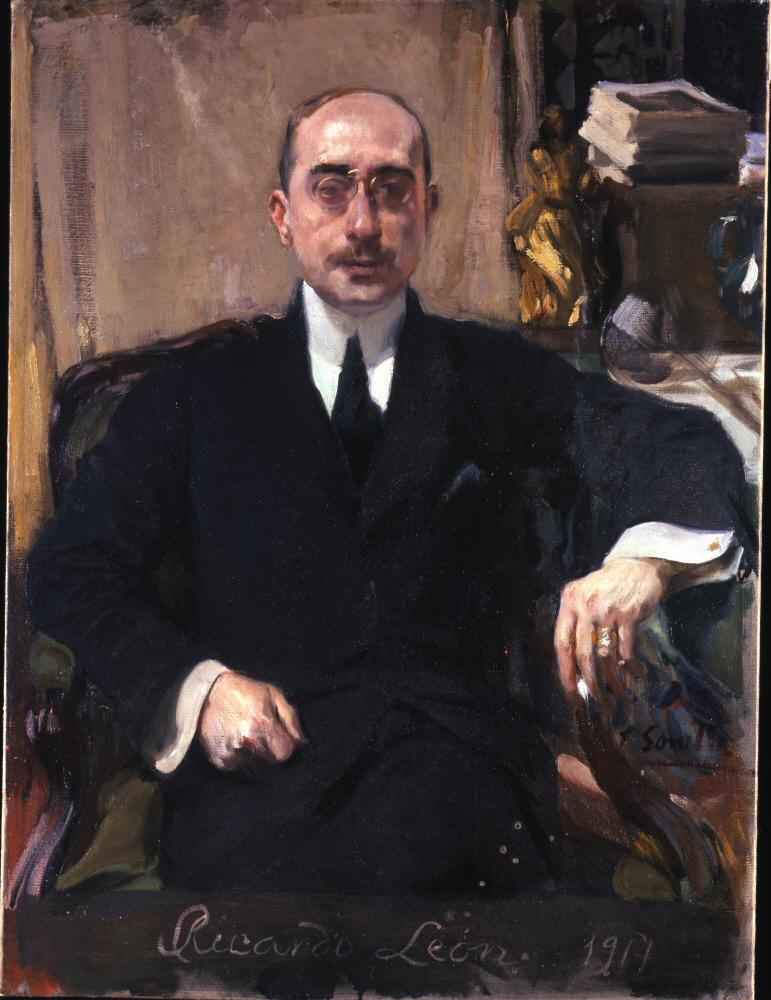
Retratado en 1917 por Joaquín Sorolla

En 1910 escribió también Alivio de caminantes y, en 1912, Los centauros. Gracias al éxito de sus obras pudo comprarse una casa de granito de estilo escurialense rodeada de grandes jardines en Galapagar, la Quinta de Santa Teresa. Acuñó así una fórmula narrativa que le aseguró muchos réditos: argumentos melodramáticos y maniqueos, misoneísmo ideológico y estilo arcaizante y retórico.

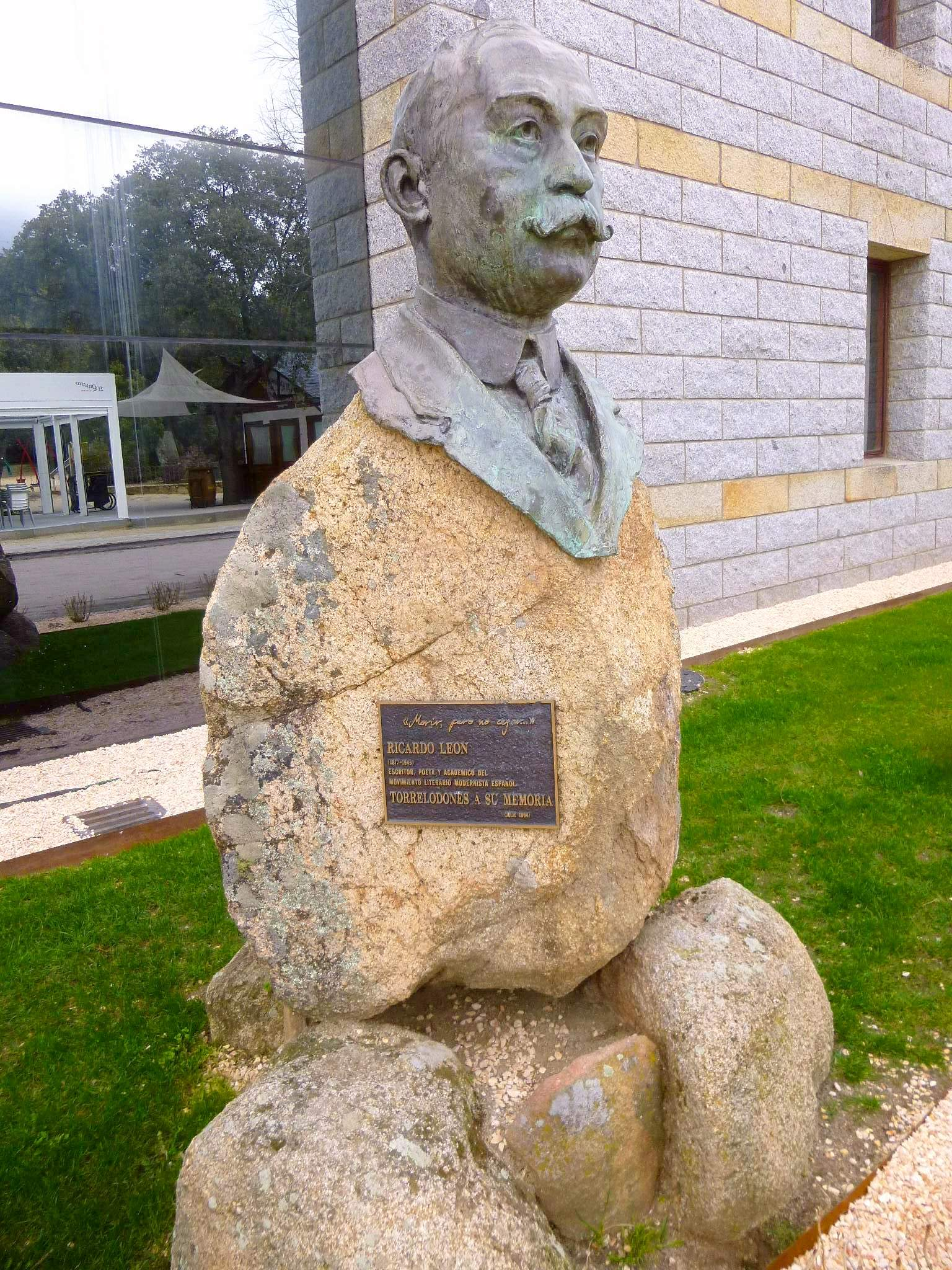
Monumento en Torrelodones

Como ya se ha dicho, Ricardo León fue elegido académico de número por la Real Academia Española por unanimidad en mayo de 1912, propuesto por su director Antonio Maura, José Echegaray y Francisco Rodríguez Marín. Entró a formar parte de ella en 1915 con el discurso La lengua clásica y el espíritu moderno y ocupó el sillón B. De hecho, Antonio Maura fue también su padrino en lo político, ya que militó en su partido y llegó a figurar en una de sus listas electorales, aunque sin lograr acta de diputado. Durante la Primera Guerra Mundial fue corresponsal de La Vanguardia en las trincheras de Francia y Alemania. Tras aquella experiencia escribió los cuentos de Europa trágica. En 1919 falleció su madre. Fue nombrado hijo predilecto de Málaga y mantenedor de los Juegos Florales de Sevilla. Posteriormente vivió en Santillana del Mar y, finalmente, en Madrid, donde se casó con María del Carmen Garrido y tuvo ocho hijos. Colaboró ocasionalmente en ABC desde 1921. Fue jurado en premios literarios como el Nacional de Literatura y el Mariano de Cavia y perteneció a la Hispanic Society of America; allí se conserva un retrato que le hizo Joaquín Sorolla. Sostuvo un importante epistolario con Ramón Menéndez Pidal, Azorín, los hermanos Quintero, Armando Palacio Valdés, Gabriel Miró, Vicente Blasco Ibáñez, Salvador Rueda, etcétera. Sus últimos días los pasó en su caserón de Galapagar, cerca de Torrelodones. Al estallar la Guerra Civil, rechazó adherirse a la República y se refugió en la embajada de Haití hasta el final de la contienda; además, ingresó en Falange Española. 
En diciembre de 1943 fue trasladado a Madrid al agravarse una dolencia crónica. Falleció a causa de una angina de pecho en el sanatorio de Santa Alicia y fue enterrado en el cementerio de Galapagar.
Su estilo fue descrito por Juan Carlos Ara Torralba como «modernismo castizo» porque sustituía el cosmopolitismo de este movimiento por un costumbrismo y un tradicionalismo cristiano y católico a ultranza. Era «el novelista oficial de una pseudoaristocracia chapada a la antigua», como dijo de él el poeta y ensayista Eugenio de Nora y para Eugenio D'Ors, que prologó sus Obras completas, «vertió la quintaesencia del hispanismo en cadencias a lo Renán, y supo llevar a dignidades del Siglo de Oro el habla de los vivientes en el novecientos». Sus modelos eran, fuera de los místicos y ascéticos del siglo xvi y Cervantes, los novelistas católicos del realismo José María de Pereda y Pedro Antonio de Alarcón, pero su habilidad narrativa se veía obstaculizada insalvablemente por su énfasis oratorio y su académica y amanerada retórica arcaizante; por eso tal vez su obra está hoy en día bastante olvidada. Para José Domingo, por ejemplo, su público adepto era «biempensante y ayuno de inquietudes» y «la falsedad de los tipos y situaciones, y el hinchado retoricismo de su prosa lo han hecho olvidar tan rápidamente como fue ensalzado».La ciudad de Santander le dedicó una calle.

## Obras
- Obras completas Madrid, Biblioteca Nueva, 1944-1945, 2 vols.

### Poesías
- Las Quimeras de la vida. Fantasía Oriental, 1898.
- Lira de bronce, 1901; reeescrito y corregido en 1920.
- Alivio de caminantes, 1911.

### Narrativa

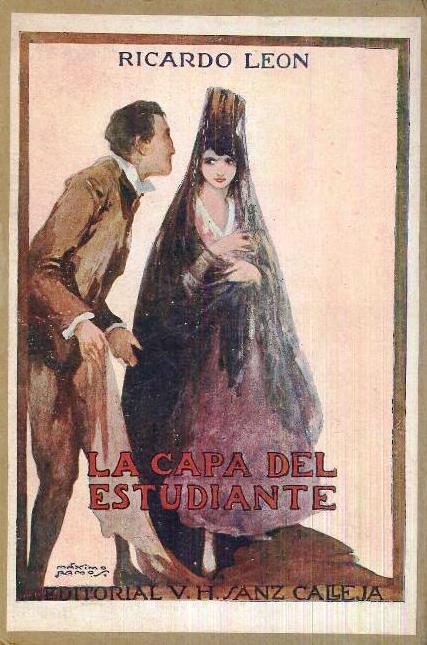
Portada de una edición de La capa del estudiante, con dibujo de Máximo Ramos.

- Casta de hidalgos (1908)[1] Su tercera edición fue notablemente "corregida" por el autor (1912)
- Comedia sentimental (1909)
- Alcalá de los Zegríes (1909)[1]
- Amor de caridad (1909)
- El amor de los amores (1911)
- Los centauros (1912)
- Los caballeros de la Cruz (1915)
- Las siete vidas de Tomás Portolés (1920)
- La voz de sangre (1921)
- El hombre nuevo (1925)
- Los trabajadores de la muerte (1927)
- Varón de deseos (1929)
- Bajo el yugo de los bárbaros (1932)
- Cristo de los infiernos (1940)
- Las niñas de mis ojos (1941)
- Roja y Gualda, Jornadas de la Revolución Española (1952)
- Europa trágica (1917-1919), cuentos sobre la I Guerra Mundial.

### Ensayos
- La escuela de los sofistas (1910, diálogos)
- La capa del estudiante (1921).